# Svartpannad glasögonfågel
Svartpannad glasögonfågel (Zosterops atrifrons) är en fågel i familjen glasögonfåglar inom ordningen tättingar.

## Utseende och läte
Svartpannad glasögonfågel är en liten och grön tätting med en tydlig vit ögonring, svart panna och vitaktig undersida, bortsett från gult på strupen och under stjärten. Ungfåglar är mattare färgade, med mindre svart i pannan. Arten skiljs från gulbukig glasögonfågel på den vitaktiga buken. Sångglasögonfågel och ljusbukig glasögonfågel saknar den svarta pannan. Sången är varierande, innehållande korta och ljusa strofer. Även tjattrande och kvittriga toner kan höras, liksom ett "tzew" och ett uppreppat drillande "titititititit".

## Utbredning och systematik
Svartpannad glasögonfågel förekommer i Indonesien och delas in i fyra underarter med följande utbredning:
- Zosterops atrifrons atrifrons – norra, centrala och sydöstra Sulawesi och Peleng Island (Banggaiöarna)
- Zosterops atrifrons sulaensis – Sulaöarna (Taliabu, Seho, Mangole och Sanana)
- Zosterops atrifrons surdus – centrala Sulawesi
- Zosterops atrifrons subatrifrons – Peleng

## Levnadssätt
Svartpannad glasögonfågel hittas i skogsområden och jordbruksbygd i låglant och lägre bergstrakter. Den ses i grupper, ofta som en del av kringvandrande artblandade flockar.

## Status och hot
Arten har ett stort utbredningsområde, men tros minska i antal, dock inte tillräckligt kraftigt för att den ska betraktas som hotad. Internationella naturvårdsunionen IUCN listar arten som livskraftig (LC).